# 1939

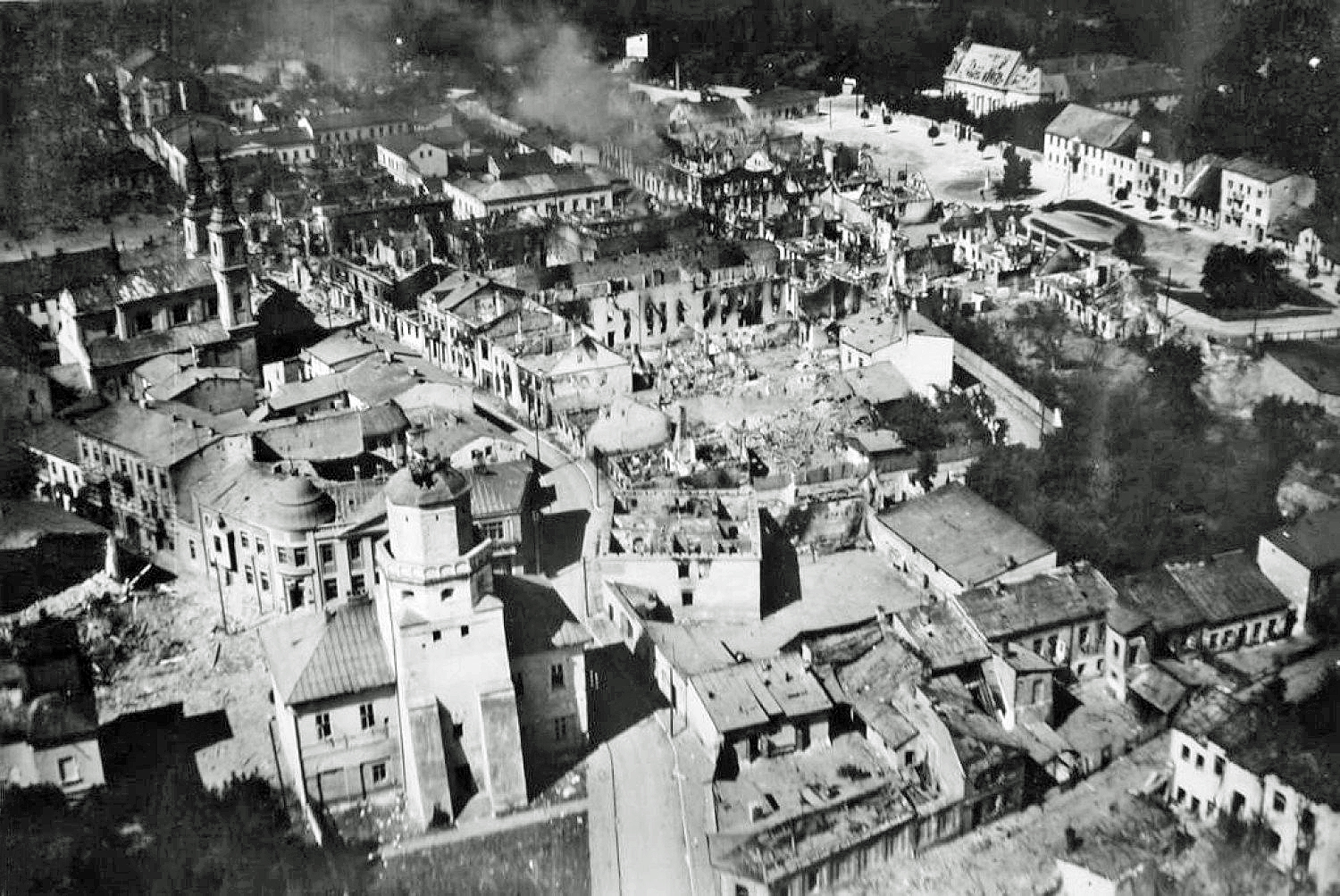
O centro da cidade de Wieluń depois do bombardeamento alemão na manhã de 1 de setembro de 1939, com que começou a Segunda Guerra Mundial.

- Wikisource

1939 (MCMXXXIX, na numeração romana) foi um ano comum do século XX do actual Calendário Gregoriano, da Era de Cristo, e a sua letra dominical foi A, com 52 semanas, tendo início a um domingo e terminou também a um domingo. Segundo o horóscopo chinês, foi o ano do Coelho, começando a 19 de fevereiro.
| Ano completo                    |
| ------------------------------- |
| Ano comum com início ao domingo |

## Eventos
- Francisco Franco substitui Juan Negrín López como presidente do governo de Espanha e Manuel Azaña Díaz como chefe de estado.
- Primeira aparição de Batman no Detective Comics, Vol 1 #27

### Janeiro
- 1 de janeiro
  - Terceiro Reich - São proibidos os judeus de trabalhar com alemães.
  - Primeira edição do Concerto de Ano Novo de Viena.
  - Lançamento do terceiro plano de cinco anos soviético.[1]
  - A empresa de tecnologia e fabricação de instrumentos científicos Hewlett-Packard, foi fundada em uma garagem de Palo Alto, Califórnia, por William (Bill) Hewlett e David Packard. Esta garagem é agora considerada o berço do Silicon Valley.
  - O físico atômico ganhador do Prêmio Nobel Enrico Fermi, junto com sua família, deixou a Itália para se mudar ao exílio (no caso a cidade de Nova Iorque nos Estados Unidos, assim emigrando do continente.
- 24 de janeiro - Sismo mais mortal na história chilena atinge Chillán, matando cerca de 28 mil pessoas.[2]
- 26 de janeiro - Plínio Salgado, líder integralista brasileiro, é preso em São Paulo, após militantes integralistas tentarem por duas vezes, nos meses de março e maio 1938, promover levantes contra o governo.

### Março
- 2 de março - O Cardeal Eugênio Pacelli é eleito como Papa Pio XII.
- 1 de agosto - A Alemanha Nazista proíbe a venda de bilhetes de loteria para judeus.

### Agosto
- 23 de agosto - Celebração do pacto Ribbentrop-Molotov, entre a Alemanha Nazi e a União Soviética.

### Setembro
- 1 de setembro - Início da Segunda Guerra Mundial (Invasão da Polônia).
- 13 de setembro - A Ferrari é fundada, no entanto, o início da empresa como fabricante de automóveis é geralmente reconhecido em 1947.
- 17 de setembro - Invasão soviética da Polónia.

### Dezembro
- 13 de dezembro - Segunda Guerra Mundial: Batalha do Rio da Prata: o capitão Hans Langsdorff, do cruzador pesado Admiral Graf Spee se envolve com os cruzadores da Marinha Real Britânica HMS Exeter, HMS Ajax e HMS Achilles.
- 27 de dezembro - Estado Novo: Criação do Departamento de Imprensa e Propaganda - DIP, pelo Decreto-lei nº 1 915, que serviria como instrumento de censura e propaganda do governo durante o Estado Novo.[3]

## Nascimentos
- 22 de janeiro - Alfredo Palacio, presidente do Equador de 2005 a 2007 (m. 2025).
- 24 de março - Bob Mackie, estilista e figurinista americano.
- 2 de abril - Marvin Gaye, cantor popular de soul e R&B, arranjador, multi-instrumentista, compositor e produtor (m. 1984).
- 15 de abril - Jaime Paz Zamora, padre, filósofo, político e presidente da Bolívia de 1989 a 1993.[4]
- 27 de abril - João Bernardo Vieira, presidente da Guiné-Bissau de 1980 a 1984, de 1984 a 1999 e de 2005 a 2009 (m. 2009).
- 13 de junho - Antonio Pitanga, ator brasileiro.
- 1 de julho - Oldair Barchi, futebolista brasileiro (m. 2014).
- 15 de julho - Aníbal Cavaco Silva, primeiro-ministro de Portugal de 1985 a 1995 e presidente da República Portuguesa de 2006 a 2011 e desde 2011 (2º mandato).
- 15 de julho - Ali Khamenei, presidente do Irão de 1981 a 1989 e Guia Supremo do Irão desde 1989.
- 22 de julho - Mildred Loving, ativista estadunidense (m. 2008).
- 19 de agosto - Fuad Gabriel Chucre, político brasileiro (m. 2023).
- 13 de setembro - Guntis Ulmanis, presidente da Letónia de 1993 a 1999.
- 18 de setembro - Jorge Sampaio, presidente da República Portuguesa de 1996 a 2006 (m. 2021).
- 13 de outubro - Melinda Dillon, atriz americana (m. 2023).
- 22 de outubro - Joaquim Chissano, presidente de Moçambique de 1986 a 2005.
- 23 de outubro - Robert Opel, ativista e fotógrafo americano (m. 1979).
- 26 de novembro - Tina Turner, cantora e atriz norte americana, conhecida como a Rainha do Rock n' Roll (m. 2023).
- 2 de dezembro - Raúl Folques, militar português.
- 31 de dezembro – Peter Camejo, político norte-americano (m. 2008).

## Mortes
- 10 de fevereiro - Papa Pio XI (n. 1857)
- 29 de março - Gerardo Machado, presidente de Cuba de 1925 a 1933 (n. 1871).
- 12 de agosto - Eulalio Gutiérrez, presidente interino do México de 1914 a 1915 (n. 1881).
- 23 de agosto - Germán Busch Becerra, presidente da Bolívia de 1937 a 1939 (n. 1904).
- 12 de setembro - Eliodoro Villazón Montaño, presidente da Bolívia de 1909 a 1913 (n. 1848).
- 23 de setembro - Francisco León de la Barra, presidente interino do México em 1911 (n. 1863).
- 23 de setembro - Sigmund Freud, neurologista, fundador da Psicanálise. (n. 1856)

## Prêmio Nobel
- Física - Ernest Orlando Lawrence.[5]
- Química - Adolf Friedrich Johann Butenandt,[6] Leopold Ruzicka.[6]
- Nobel de Fisiologia ou Medicina - Gerhard Domagk.[7]
- Literatura - Frans Eemil Sillanpää.[8]
- Paz - Não atribuído.

## Por tema
- 1939 na arte
- 1939 no Brasil
- 1939 na ciência
- 1939 no cinema
- 1939 no desporto
- Divisões administrativas em 1939
- 1939 no jornalismo
- 1939 na literatura
- 1939 na música
- 1939 na política
- 1939 na rádio
- 1939 no teatro
- 1939 na televisão